# ハーブ園山麓駅
ハーブ園山麓駅は兵庫県神戸市中央区北野町にある神戸布引ロープウェイの索道駅である

## 概要
神戸布引ロープウェイの山麓駅に相当する。新幹線・地下鉄新神戸駅と乗り換えが可能である。

## 歴史
- 1991年（平成3年）10月23日 - 北野1丁目駅として開業[2][3]。
- 2011年（平成23年）4月1日 - ハーブ園山麓駅に改称[2]。

## 駅構造
2面2線の相対式で乗車降車ホームが分けられている。

### 構内図
|        | 乗り場              |                  |
|        | →                   | ハーブ園山頂方面 |
| ↑      |                     |                  |
| ←      | 当駅どまり 回転部へ |                  |
| 出入口 | 降り場              | 降り場           |

## 隣の駅
| 神戸布引ロープウェイ | 神戸布引ロープウェイ | 神戸布引ロープウェイ        |
| -------------------- | -------------------- | --------------------------- |
| 起点駅               |                      | 風の丘中間 ハーブ園山頂方面 |